# Airães
Airães es una freguesia portuguesa del concelho de Felgueiras, con 4,48 km² de superficie y 2.628 habitantes (2001). Su densidad de población es de 586,6 hab/km².